# كاثرين فيري
كاثرين فيري (بالفرنسية: Catherine Ferry)‏ هي مغنية فرنسية، ولدت في 1 يوليو 1953 في باريس في فرنسا.

## وصلات خارجية
- الموقع الرسمي
- كاثرين فيري على موقع IMDb (الإنجليزية)
- كاثرين فيري على موقع ميوزك برينز (الإنجليزية)
- كاثرين فيري على موقع ديسكوغز (الإنجليزية)